# زاو شواي
زاو شواي هي لاعبة شطرنج صينية ولدت في 6 أبريل 1985.

## روابط خارجية
- زاو شواي على موقع الاتحاد الدولي للشطرنج (الإنجليزية)
- زاو شواي على موقع مباريات الشطرنج (الإنجليزية)
- زاو شواي على موقع 365Chess.com (الإنجليزية)
- زاو شواي على موقع Chesstempo.com (الإنجليزية)
- زاو شواي سجل أولمبياد الشطرنج للسيدات على موقع OlimpBase.org (الإنجليزية)
- زاو شواي على موقع اللجنة الأولمبية الصينية (الإنجليزية)